# Genius loci

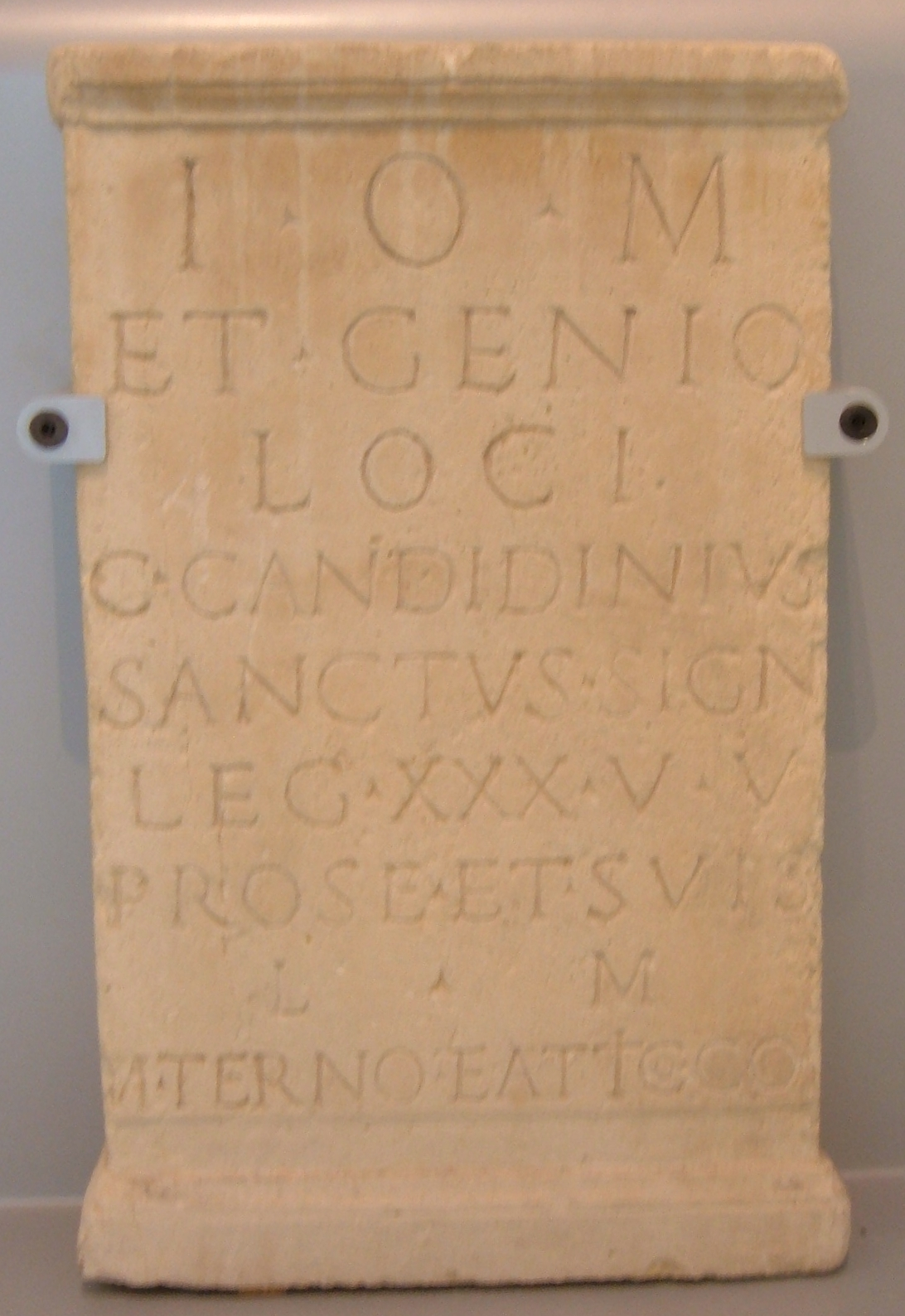
Inscripción romana en honor a Júpiter y al genius loci.

En la mitología romana un genius loci (en genitivo genii locorum) es el espíritu protector de un lugar, frecuentemente representado en la iconografía pagana como una figura provista de bien una cornucopia, bien una pátera o fíala (bandejitas de libación), o una serpiente. Desde el imperio de Octavio Augusto se solía identificar con los dioses Lares.
Entre los pueblos de Europa del Este existe el Domovói o Domovik (ucraniano: Домовик, Domovík), (ruso: домовoй, Domovoy) es la deidad del hogar, que cuida de la vida de toda la familia que vive en la casa. Literalmente significa el espíritu de la casa en el folclore eslavo. En la actualidad, este término se refiere generalmente a los aspectos característicos o distintivos de un lugar y no necesariamente a un espíritu guardián.
Alexander Pope hizo del Genius loci un principio importante en el diseño paisajístico y de jardín en la Epístola IV, a Richard Boyle, conde de Burlington. Este principio consiste en la adaptación de los diseños al contexto en que se ubican.

## Acepción moderna
El filósofo Carlos  Astrada, que estudió con los grandes maestros de la filosofía alemana de principios de siglo XX, y allí se vinculó tanto con la fenomenología de Heidegger como con la de Husserl, comienza su libro Tierra y Figura con una disertación acerca del genius loci y su importancia en el pensamiento americano en general. El espíritu americano es el (genius loci) que no se ha podido borrar del continente y persiste e insiste detrás de la idiosincrasia de cada pueblo del continente, de sus creencias. Espíritu que aflora de una manera u otra, en el cotidiano vivir y quehacer de su gente. Desde la cultura y las  ciencias precolombinas hasta las tradiciones heredadas de las sucesivas olas inmigratorias fundidas en un verdadero genius loci americano, del que ve salir Astrada al nuevo hombre del siglo XXI.
En ciertas teorías de arquitectura moderna, el genius loci tiene implicaciones en la planificación de espacios públicos y se le vincula con la rama filosófica de la fenomenología. Este ámbito del discurso arquitectónico es desarrollado principalmente por el teórico Christian Norberg-Schulz en su libro, Genius Loci: Towards a Phenomenology of Architecture.